# 德米特里·阿利耶夫
德米特里·谢尔盖耶维奇·阿利耶夫（俄語：Дмитрий Сергеевич Алиев，1999年6月1日—），俄罗斯花样滑冰运动员，2016年冬季青奥会男子单人滑铜牌得主、2017年世界青年锦标赛男子单人滑银牌得主、2018年欧洲锦标赛男子单人滑银牌得主、2020年欧洲锦标赛男子单人滑金牌得主。